# Immeuble au 6, rue des Balayeurs à Strasbourg
L'immeuble au 6, rue des Balayeurs est un monument historique situé à Strasbourg, dans le département français du Bas-Rhin.

## Localisation
Ce bâtiment est situé au 6, rue des Balayeurs et au 6, place Saint-Nicolas-aux-Ondes à Strasbourg.

## Historique
L'édifice fait l'objet d'une inscription au titre des monuments historiques depuis 1978.